# Ilha Rainer
A ilha Rainer ({{lang-ru|Остров Райнера, Ostrov Raynyera) é uma ilha do arquipélago da Terra de Francisco José, no mar de Barents, no Ártico russo.
A ilha Rainer tem uma forma aproximadamente circular, com diâmetro de 14 km. A sua área é de 140 km² e praticamente está coberta por glaciares. O ponto mais alto chega a 284 m de altitude.
Esta ilha foi assim nomeada pela expedição austro-húngara ao Polo Norte em homenagem ao nobre Rainer Joseph Johann Michael Franz Hieronymus, arquiduque da Áustria, Príncipe Real da Hungria e Boémia, também conhecido como Rainer José da Áustria (Rainer von Österreich), um dos aristocratas que ajudou a financiar a empresa privada.